# Großer Breitstreifenmungo
Der Große Breitstreifenmungo (Galidictis fasciata grandidieri) ist eine Unterart des Breitstreifenmungos (Galidictis fasciata) aus der Gruppe der Madagassischen Raubtiere (Eupleridae).

## Merkmale
Große Breitstreifenmungos sind den Breitstreifenmungos sehr ähnlich, werden aber deutlich größer. Sie erreichen eine Kopfrumpflänge von 45 bis 48 Zentimetern, eine Schwanzlänge von 30 bis 33 Zentimetern und ein Gewicht von 1 bis 1,7 Kilogramm. Sie sind damit die größten Vertreter der Madagaskar-Mangusten. Wie alle Vertreter dieser Gruppe haben sie einen langgestreckten Körper mit kurzen Gliedmaßen. Entlang des Rückens verlaufen acht dunkelbraune Längsstreifen, dazwischen liegen etwas breitere, hellgraue Streifen. Der Bauch ist dunkelbraun gefärbt, die langgestreckte Schnauze und die Füße rotbraun. Der buschige Schwanz, der kürzer ist als der Rumpf, ist weißlich.

## Verbreitung und Lebensweise

Verbreitungsgebiet

Große Breitstreifenmungos sind auf Madagaskar endemisch, ihr Lebensraum sind die trockenen, mit Didiereaceae bestandenen Dornwälder im Südwesten der Insel.
Sie sind nachtaktiv und halten sich meist am Boden auf, klettern aber manchmal auf Bäume. Tagsüber schlafen sie in Höhlen oder Erdspalten, in der Nacht begeben sie sich auf Nahrungssuche. Häufig sind Beobachtungen von einzelgängerischen oder paarweise lebenden, selten auch Gruppen von bis zu fünf Tieren. Die Nahrung dieser Tiere besteht, soweit bekannt, vorwiegend aus wirbellosen Tieren, in erster Linie Madagaskar-Fauchschaben, aber auch Heuschrecken und Skorpionen, und selten auch aus Wirbeltieren.
Die Paarung kann vermutlich das ganze Jahr über erfolgen, die Wurfgröße beträgt ein bis zwei Jungtiere.

## Systematik
Der Große Breitstreifenmungo wurde erst 1986 anhand von Museumsexemplaren durch den US-amerikanischen Mammalogen W. Chris Wozencraft als eigene Art beschrieben, lebende Tiere sind erst seit 1989 bekannt. Bei einer auf DNA-Vergleichen beruhenden Untersuchung zur Systematik der Madagaskar-Mangusten wurden keine Unterschiede zwischen Großem Breitstreifenmungo und Breitstreifenmungo bei den Markern der Kern-DNA und nur ein geringer Unterschied in der Cytochrom-b-DNA (1,1–1,2 %) festgestellt, sodass die Autoren empfahlen, den Großen Breitstreifenmungo nur noch als Unterart des Breitstreifenmungos einzuordnen. Dies wurde in der Mammal Diversity Database, einer Datenbank zur Säugersystematik der American Society of Mammalogists, und in All the Mammals of the World 2023, einem Nachfolgeband des Standardwerkes Handbook of the Mammals of the World, inzwischen auch so umgesetzt.

## Gefährdung
Das gesamte Verbreitungsgebiet umfasst weniger als 500 km², die Gesamtpopulation wird verschiedenen Schätzungen zufolge auf zwischen 2200 und 3540 Individuen geschätzt. Die IUCN listet den Große Breitstreifenmungo Art als „stark gefährdet“ (endangered).